# Þórir Hergeirsson
Þórir Hergeirsson (svenska: Thorir Hergeirsson), född 27 april 1964 i Selfoss, är en isländsk handbollstränare, förbundskapten för Norges damlandslag sedan april 2009. Han ersatte då Marit Breivik. Hergeirsson har bott i Norge sedan 1986 och är far till fotbollsspelaren Maria Thorisdottir.